# تتسویا کیجیما
تتسویا کیجیما (انگلیسی: Tetsuya Kijima؛ زادهٔ ۲۰ اوت ۱۹۸۳) بازیکن فوتبال اهل ژاپن است.
از باشگاه‌هایی که در آن بازی کرده‌است می‌توان به باشگاه فوتبال ماتسوموتو یاماگا اشاره کرد.